# Kasese (stad)
Kasese is de hoofdplaats van het district Kasese in het westen van Oeganda.
Kasese telde in 2002 bij de volkstelling 53.446 inwoners.
Sinds 1989 is Kasese de zetel van een rooms-katholiek bisdom.